# Villaggio del Giappone
Un villaggio del Giappone (村?, mura o ?, son) è la più piccola tra le municipalità (市町村区?, shichōsonku) del Paese asiatico.
Al pari delle altre municipalità, che sono le città (市?, shi), le cittadine (町?, machi o anche ?, chō) ed i quartieri speciali di Tokyo (特別区?, tokubetsuku), i villaggi sono suddivisioni delle prefetture del Giappone.

## Caratteristiche
La suddivisione amministrativa del Paese è stata ufficializzata dalla legge di Autonomia Locale del 1947 e successive modifiche. La legge per la fusione delle municipalità, promulgata nel 2004, favorisce la formazione di nuove città mediante la fusione di cittadine e villaggi, o l'ingrandimento delle grandi città esistenti con l'assorbimento delle cittadine e dei villaggi circostanti. Lo scopo è di ridurre a 1 000 il numero delle municipalità che, a tutto il 1º agosto del 2011, era di 1 723.
Le cittadine (町?, machi o ?, chō) e i villaggi (村?, mura o ?, son) giapponesi sono suddivisioni amministrative che formano i distretti (郡?, gun). I distretti hanno un potere limitato e dipendono quasi del tutto dalla prefettura. Una delle loro funzioni principali è quella di essere d'aiuto per l'individuazione dell'indirizzo delle abitazioni. Cittadine e villaggi, al contrario, sono normali municipalità ed hanno le loro proprie giunte comunali, con poteri ed organici paragonabili a quelli delle città.
Le regole che stabiliscono l'assegnazione dello status di cittadina e di villaggio cambiano a seconda della prefettura o, nel caso della prefettura di Hokkaidō, a seconda delle "sottoprefetture" (支庁?, shichō) che la compongono.
Il numero massimo di abitanti, oltre il quale il villaggio può acquisire lo status di cittadina, cambia a seconda della prefettura, si va dai 3 000 nelle prefetture di Toyama, Okayama e Hyōgo ai 15 000 della prefettura di Tochigi.

## Villaggi
| Villaggio        | Giapponese | Prefettura | Distretto        | Area   |
| ---------------- | ---------- | ---------- | ---------------- | ------ |
| Shinshinotsu     | 新篠津村   | Hokkaidō   | Ishikari         | 78,04  |
| Shimamaki        | 島牧村     | Hokkaidō   | Shimamaki        | 437,18 |
| Makkari          | 真狩村     | Hokkaidō   | Abuta            | 114,25 |
| Rusutsu          | 留寿都村   | Hokkaidō   | Abuta            | 119,84 |
| Tomari           | 泊村       | Hokkaidō   | Furuu            | 82,28  |
| Kamoenai         | 神恵内村   | Hokkaidō   | Furuu            | 147,80 |
| Akaigawa         | 赤井川村   | Hokkaidō   | Yoichi           | 280,09 |
| Shimukappu       | 占冠村     | Hokkaidō   | Yūfutsu          | 571,41 |
| Otoineppu        | 音威子府村 | Hokkaidō   | Nakagawa         | 275,63 |
| Shosanbetsu      | 初山別村   | Hokkaidō   | Tomamae          | 279,51 |
| Sarufutsu        | 猿払村     | Hokkaidō   | Sōya             | 589,97 |
| Nishiokoppe      | 西興部村   | Hokkaidō   | Monbetsu         | 308,08 |
| Nakasatsunai     | 中札内村   | Hokkaidō   | Kasai            | 292,58 |
| Sarabetsu        | 更別村     | Hokkaidō   | Kasai            | 176,90 |
| Tsurui           | 鶴居村     | Hokkaidō   | Akan             | 571,80 |
| Yomogita         | 蓬田村     | Aomori     | Higashitsugaru   | 80,65  |
| Nishimeya        | 西目屋村   | Aomori     | Nakatsugaru      | 246,02 |
| Inakadate        | 田舎館村   | Aomori     | Minamitsugaru    | 22,35  |
| Rokkasho         | 六ヶ所村   | Aomori     | Kamikita         | 252,68 |
| Higashidōri      | 東通村     | Aomori     | Shimokita        | 295,27 |
| Kazamaura        | 風間浦村   | Aomori     | Shimokita        | 69,55  |
| Sai              | 佐井村     | Aomori     | Shimokita        | 135,04 |
| Shingō           | 新郷村     | Aomori     | Sannohe          | 150,77 |
| Tanohata         | 田野畑村   | Iwate      | Shimohei         | 156,19 |
| Fudai            | 普代村     | Iwate      | Shimohei         | 69,66  |
| Noda             | 野田村     | Iwate      | Kunohe           | 80,80  |
| Kunohe           | 九戸村     | Iwate      | Kunohe           | 134,02 |
| Ōhira            | 大衡村     | Miyagi     | Kurokawa         | 60,32  |
| Kamikoani        | 上小阿仁村 | Akita      | Kitaakita        | 256,72 |
| Ōgata            | 大潟村     | Akita      | Minamiakita      | 170,11 |
| Higashinaruse    | 東成瀬村   | Akita      | Ogachi           | 203,69 |
| Ōkura            | 大蔵村     | Yamagata   | Mogami           | 211,63 |
| Sakegawa         | 鮭川村     | Yamagata   | Mogami           | 122,14 |
| Tozawa           | 戸沢村     | Yamagata   | Mogami           | 261,31 |
| Ōtama            | 大玉村     | Fukushima  | Adachi           | 79,44  |
| Ten'ei           | 天栄村     | Fukushima  | Iwase            | 225,52 |
| Hinoemata        | 檜枝岐村   | Fukushima  | Minamiaizu       | 390,46 |
| Kitashiobara     | 北塩原村   | Fukushima  | Yama             | 234,08 |
| Yugawa           | 湯川村     | Fukushima  | Kawanuma         | 16,37  |
| Shōwa            | 昭和村     | Fukushima  | Ōnuma            | 209,46 |
| Nishigō          | 西郷村     | Fukushima  | Nishishirakawa   | 192,06 |
| Izumizaki        | 泉崎村     | Fukushima  | Nishishirakawa   | 35,43  |
| Nakajima         | 中島村     | Fukushima  | Nishishirakawa   | 18,92  |
| Samegawa         | 鮫川村     | Fukushima  | Higashishirakawa | 131,34 |
| Tamakawa         | 玉川村     | Fukushima  | Ishikawa         | 46,67  |
| Hirata           | 平田村     | Fukushima  | Ishikawa         | 93,42  |
| Kawauchi         | 川内村     | Fukushima  | Futaba           | 197,35 |
| Katsurao         | 葛尾村     | Fukushima  | Futaba           | 84,37  |
| Iitate           | 飯舘村     | Fukushima  | Sōma             | 230,13 |
| Tōkai            | 東海村     | Ibaraki    | Naka             | 37,98  |
| Miho             | 美浦村     | Ibaraki    | Inashiki         | 66,61  |
| Shintō           | 榛東村     | Gunma      | Kitagunma        | 27,92  |
| Ueno             | 上野村     | Gunma      | Tano             | 181,85 |
| Nanmoku          | 南牧村     | Gunma      | Kanra            | 118,83 |
| Tsumagoi         | 嬬恋村     | Gunma      | Agatsuma         | 337,58 |
| Takayama         | 高山村     | Gunma      | Agatsuma         | 64,18  |
| Katashina        | 片品村     | Gunma      | Tone             | 391,76 |
| Kawaba           | 川場村     | Gunma      | Tone             | 85,25  |
| Shōwa            | 昭和村     | Gunma      | Tone             | 64,14  |
| Higashichichibu  | 東秩父村   | Saitama    | Chichibu         | 37,06  |
| Chōsei           | 長生村     | Chiba      | Chōsei           | 28,29  |
| Hinohara         | 檜原村     | Tokyo      | Nishitama        | 105,41 |
| Toshima          | 利島村     | Tokyo      | Ōshima           | 4,12   |
| Niijima          | 新島村     | Tokyo      | Ōshima           | 27,52  |
| Kōzushima        | 神津島村   | Tokyo      | Ōshima           | 18,58  |
| Miyake           | 三宅村     | Tokyo      | Miyake           | 55,27  |
| Mikurajima       | 御蔵島村   | Tokyo      | Miyake           | 20,54  |
| Aogashima        | 青ヶ島村   | Tokyo      | Hachijō          | 5,96   |
| Ogasawara        | 小笠原村   | Tokyo      | Ogasawara        | 104,35 |
| Kiyokawa         | 清川村     | Kanagawa   | Aikō             | 71,24  |
| Yahiko           | 弥彦村     | Niigata    | Nishikanbara     | 25,17  |
| Kariwa           | 刈羽村     | Niigata    | Kariwa           | 26,27  |
| Sekikawa         | 関川村     | Niigata    | Iwafune          | 299,61 |
| Awashimaura      | 粟島浦村   | Niigata    | Iwafune          | 9,78   |
| Funahashi        | 舟橋村     | Toyama     | Nakaniikawa      | 3,47   |
| Dōshi            | 道志村     | Yamanashi  | Minamitsuru      | 79,68  |
| Oshino           | 忍野村     | Yamanashi  | Minamitsuru      | 25,05  |
| Yamanakako       | 山中湖村   | Yamanashi  | Minamitsuru      | 53,05  |
| Narusawa         | 鳴沢村     | Yamanashi  | Minamitsuru      | 89,58  |
| Kosuge           | 小菅村     | Yamanashi  | Kitatsuru        | 52,78  |
| Tabayama         | 丹波山村   | Yamanashi  | Kitatsuru        | 101,30 |
| Kawakami         | 川上村     | Nagano     | Minamisaku       | 209,61 |
| Minamimaki       | 南牧村     | Nagano     | Minamisaku       | 133,09 |
| Minamiaiki       | 南相木村   | Nagano     | Minamisaku       | 66,05  |
| Kitaaiki         | 北相木村   | Nagano     | Minamisaku       | 56,32  |
| Aoki             | 青木村     | Nagano     | Chiisagata       | 57,10  |
| Hara             | 原村       | Nagano     | Suwa             | 43,26  |
| Minamiminowa     | 南箕輪村   | Nagano     | Kamiina          | 40,99  |
| Nakagawa         | 中川村     | Nagano     | Kamiina          | 77,05  |
| Miyada           | 宮田村     | Nagano     | Kamiina          | 54,50  |
| Achi             | 阿智村     | Nagano     | Shimoina         | 214,43 |
| Hiraya           | 平谷村     | Nagano     | Shimoina         | 77,37  |
| Neba             | 根羽村     | Nagano     | Shimoina         | 89,97  |
| Shimojō          | 下條村     | Nagano     | Shimoina         | 38,12  |
| Urugi            | 売木村     | Nagano     | Shimoina         | 43,43  |
| Tenryū           | 天龍村     | Nagano     | Shimoina         | 109,44 |
| Yasuoka          | 泰阜村     | Nagano     | Shimoina         | 64,59  |
| Takagi           | 喬木村     | Nagano     | Shimoina         | 66,61  |
| Toyooka          | 豊丘村     | Nagano     | Shimoina         | 76,79  |
| Ōshika           | 大鹿村     | Nagano     | Shimoina         | 248,28 |
| Kiso             | 木祖村     | Nagano     | Kiso             | 140,50 |
| Ōtaki            | 王滝村     | Nagano     | Kiso             | 310,82 |
| Ōkuwa            | 大桑村     | Nagano     | Kiso             | 234,47 |
| Omi              | 麻績村     | Nagano     | Higashichikuma   | 34,38  |
| Ikusaka          | 生坂村     | Nagano     | Higashichikuma   | 39,05  |
| Yamagata         | 山形村     | Nagano     | Higashichikuma   | 24,98  |
| Asahi            | 朝日村     | Nagano     | Higashichikuma   | 70,62  |
| Chikuhoku        | 筑北村     | Nagano     | Higashichikuma   | 99,47  |
| Matsukawa        | 松川村     | Nagano     | Kitaazumi        | 47,07  |
| Hakuba           | 白馬村     | Nagano     | Kitaazumi        | 189,36 |
| Otari            | 小谷村     | Nagano     | Kitaazumi        | 267,91 |
| Takayama         | 高山村     | Nagano     | Kamitakai        | 98,56  |
| Kijimadaira      | 木島平村   | Nagano     | Shimotakai       | 99,32  |
| Nozawaonsen      | 野沢温泉村 | Nagano     | Shimotakai       | 57,96  |
| Ogawa            | 小川村     | Nagano     | Kamiminochi      | 58,11  |
| Sakae            | 栄村       | Nagano     | Shimominochi     | 271,66 |
| Higashishirakawa | 東白川村   | Gifu       | Kamo             | 87,09  |
| Shirakawa        | 白川村     | Gifu       | Ōno              | 356,64 |
| Tobishima        | 飛島村     | Aichi      | Ama              | 22,42  |
| Toyone           | 豊根村     | Aichi      | Kitashitara      | 155,88 |
| Minamiyamashiro  | 南山城村   | Kyoto      | Sōraku           | 64,11  |
| Chihayaakasaka   | 千早赤阪村 | Osaka      | Minamikawachi    | 37,30  |
| Yamazoe          | 山添村     | Nara       | Yamabe           | 66,52  |
| Soni             | 曽爾村     | Nara       | Uda              | 47,76  |
| Mitsue           | 御杖村     | Nara       | Uda              | 79,58  |
| Asuka            | 明日香村   | Nara       | Takaichi         | 24,10  |
| Kurotaki         | 黒滝村     | Nara       | Yoshino          | 47,70  |
| Tenkawa          | 天川村     | Nara       | Yoshino          | 175,66 |
| Nosegawa         | 野迫川村   | Nara       | Yoshino          | 154,90 |
| Totsukawa        | 十津川村   | Nara       | Yoshino          | 672,38 |
| Shimokitayama    | 下北山村   | Nara       | Yoshino          | 133,39 |
| Kamikitayama     | 上北山村   | Nara       | Yoshino          | 274,22 |
| Kawakami         | 川上村     | Nara       | Yoshino          | 269,26 |
| Higashiyoshino   | 東吉野村   | Nara       | Yoshino          | 131,65 |
| Kitayama         | 北山村     | Wakayama   | Higashimuro      | 48,20  |
| Hiezu            | 日吉津村   | Tottori    | Saihaku          | 4,20   |
| Chibu            | 知夫村     | Shimane    | Oki              | 13,70  |
| Shinjō           | 新庄村     | Okayama    | Maniwa           | 67,11  |
| Nishiawakura     | 西粟倉村   | Okayama    | Aida             | 57,97  |
| Sanagōchi        | 佐那河内村 | Tokushima  | Myōdō            | 42,28  |
| Kitagawa         | 北川村     | Kōchi      | Aki              | 196,73 |
| Umaji            | 馬路村     | Kōchi      | Aki              | 165,48 |
| Geisei           | 芸西村     | Kōchi      | Aki              | 39,60  |
| Ōkawa            | 大川村     | Kōchi      | Tosa             | 95,27  |
| Hidaka           | 日高村     | Kōchi      | Takaoka          | 44,85  |
| Mihara           | 三原村     | Kōchi      | Hata             | 85,37  |
| Tōhō             | 東峰村     | Fukuoka    | Asakura          | 51,97  |
| Aka              | 赤村       | Fukuoka    | Tagawa           | 31,98  |
| Ubuyama          | 産山村     | Kumamoto   | Aso              | 60,81  |
| Nishihara        | 西原村     | Kumamoto   | Aso              | 77,22  |
| Minamiaso        | 南阿蘇村   | Kumamoto   | Aso              | 137,32 |
| Mizukami         | 水上村     | Kumamoto   | Kuma             | 190,96 |
| Sagara           | 相良村     | Kumamoto   | Kuma             | 94,54  |
| Itsuki           | 五木村     | Kumamoto   | Kuma             | 252,92 |
| Yamae            | 山江村     | Kumamoto   | Kuma             | 121,19 |
| Kuma             | 球磨村     | Kumamoto   | Kuma             | 207,58 |
| Himeshima        | 姫島村     | Ōita       | Higashikunisaki  | 6,98   |
| Nishimera        | 西米良村   | Miyazaki   | Koyu             | 271,51 |
| Morotsuka        | 諸塚村     | Miyazaki   | Higashiusuki     | 187,56 |
| Shiiba           | 椎葉村     | Miyazaki   | Higashiusuki     | 537,29 |
| Mishima          | 三島村     | Kagoshima  | Kagoshima        | 31,40  |
| Toshima          | 十島村     | Kagoshima  | Kagoshima        | 101,14 |
| Yamato           | 大和村     | Kagoshima  | Ōshima           | 88,26  |
| Uken             | 宇検村     | Kagoshima  | Ōshima           | 103,07 |
| Kunigami         | 国頭村     | Okinawa    | Kunigami         | 194,80 |
| Ōgimi            | 大宜味村   | Okinawa    | Kunigami         | 63,55  |
| Higashi          | 東村       | Okinawa    | Kunigami         | 81,88  |
| Nakijin          | 今帰仁村   | Okinawa    | Kunigami         | 39,93  |
| Onna             | 恩納村     | Okinawa    | Kunigami         | 50,82  |
| Ginoza           | 宜野座村   | Okinawa    | Kunigami         | 31,30  |
| Ie               | 伊江村     | Okinawa    | Kunigami         | 22,78  |
| Yomitan          | 読谷村     | Okinawa    | Nakagami         | 35,28  |
| Kitanakagusuku   | 北中城村   | Okinawa    | Nakagami         | 11,54  |
| Nakagusuku       | 中城村     | Okinawa    | Nakagami         | 15,53  |
| Tokashiki        | 渡嘉敷村   | Okinawa    | Shimajiri        | 19,23  |
| Zamami           | 座間味村   | Okinawa    | Shimajiri        | 16,74  |
| Aguni            | 粟国村     | Okinawa    | Shimajiri        | 7,65   |
| Tonaki           | 渡名喜村   | Okinawa    | Shimajiri        | 3,87   |
| Minamidaitō      | 南大東村   | Okinawa    | Shimajiri        | 30,53  |
| Kitadaitō        | 北大東村   | Okinawa    | Shimajiri        | 13,09  |
| Iheya            | 伊平屋村   | Okinawa    | Shimajiri        | 21,82  |
| Izena            | 伊是名村   | Okinawa    | Shimajiri        | 15,42  |
| Tarama           | 多良間村   | Okinawa    | Miyako           | 21,99  |